# Francesco Morone
Pour les articles homonymes, voir Morone (homonymie).
Francesco Morone (Vérone, v. 1471 - 16 mai 1529) est un peintre italien de la renaissance italienne, le fils de Domenico Morone.

## Biographie
Fils et élève de Domenico Morone, il est nettement influencé par les œuvres de Giovanni Bellini, Antonello da Messina et Andrea Mantegna, comme il est évident sur sa Crucifixion (signée et datée de 1498) de l'église San Bernardino à Vérone.
Dans les années suivantes son style s'assouplit, en se rapprochant du style vaguement  léonardesque de Francesco Bonsignori (comme dans ses deux versions de la Vierge à l'Enfant à la pinacothèque de Brera et à la  National Gallery de Londres, le Samson et Dalila du musée Poldi Pezzoli ou les peintures à fresque de Sainte Claire à Vérone).

## Œuvres
- Ange et Vierge de l'Annonciation, 1496-1498, deux toiles, 208 × 94 cm, Galerie Palatine, Florence. Devaient orner les battants d'un volet d'orgue[1].
- Crocifissione (1498), église San Bernardino à Vérone.
- Vierge à l'Enfant, pinacothèque de Brera de Milan.
- Vierge à l'Enfant, National Gallery de Londres.
- Samson et Dalila, museo Poldi Pezzoli de Milan.
- Fresques de l'église Santa Chiara de Vérone.

## Sources
- (it) Cet article est partiellement ou en totalité issu de l’article de Wikipédia en italien intitulé « Francesco Morone » (voir la liste des auteurs).